# Fuerza Aérea del Ejército de la República Checa
La Fuerza Aérea del Ejército de la República Checa (en checo: Vzdušné síly Armády České republiky) es la rama aérea del Ejército de la República Checa, nombre de las fuerzas armadas de la República Checa. Sus orígenes se remontan al año 1919, pero la actual fuerza se creó en 1993, después de la desmembración de Checoslovaquia y como sucesora de la Fuerza Aérea Checoslovaca.

## Inventario actual de aeronaves
| Imagen | Aeronave                  | Origen                | Cantidad              | Tipo de misión                            | Estado                                           |
| ------ | ------------------------- | --------------------- | --------------------- | ----------------------------------------- | ------------------------------------------------ |
|        | Saab JAS 39 Gripen        | Suecia                | 14 unidades           | Caza polivalente                          | En uso                                           |
|        | Aero L-39 Albatros        | República Checa       | 6 unidades            | Entrenador                                | En uso                                           |
|        | Aero L-159 Alca           | República Checa       | 24 unidades           | Caza subsónico/entrenador/ataque a tierra | En uso                                           |
|        | Airbus A319J              | Unión Europea         | 2 unidades            | Transporte VIP                            | En uso como transporte presidencial              |
|        | CASA C-235M               | España                | 6 unidades            | Transporte                                | En uso                                           |
|        | Let L-410 Turbolet        | Checoslovaquia        | 10 unidades           | Transporte/entrenador                     | Transporte interregional, de carga y suministros |
|        | Zlin Z 142                | Checoslovaquia        | 8 unidades            | Entrenador                                | En uso                                           |
|        | Evektor-Aerotechnik EV 97 | República Checa       | 1 unidad              | Entrenador                                | En uso                                           |
|        | Mil Mi-35                 | Rusia                 | 12 unidades           | Helicóptero de ataque                     | Ataque a tierra                                  |
|        | Mil Mi-171(Sh)            | Unión Soviética Rusia | 5 unidades15 unidades | Helicóptero de transporte                 | Transporte de carga y personal                   |
|        | PZL W-3A Sokół            | Polonia               | 10 unidades           | Helicóptero de transporte                 | Rescate y traslado MEDEVAC                       |
|        | PZL Mi-2 Hoplite          | Polonia               | 5 unidades            | Entrenador                                |                                                  |
|        | RQ-11 Raven               | Estados Unidos        | 6 unidades            | Aeronave no tripulada                     | Vigilancia a tierra prolongada                   |
|        |                           |                       |                       |                                           |                                                  |

## Bases
- 21 Base táctica de la fuerza aérea, Čáslav, "Zvolenská".
- 22 Base de helicópteros, Náměšť nad Oslavou, "Biskajská".
- 24 Base de transporte aéreo, Praga - Kbely.
- 25 Brigada de misiles aéreos defensivos, Strakonice.
- 26 Comando aéreo, Brigada de Control y rescate, Stará Boleslav.

## Estado actual

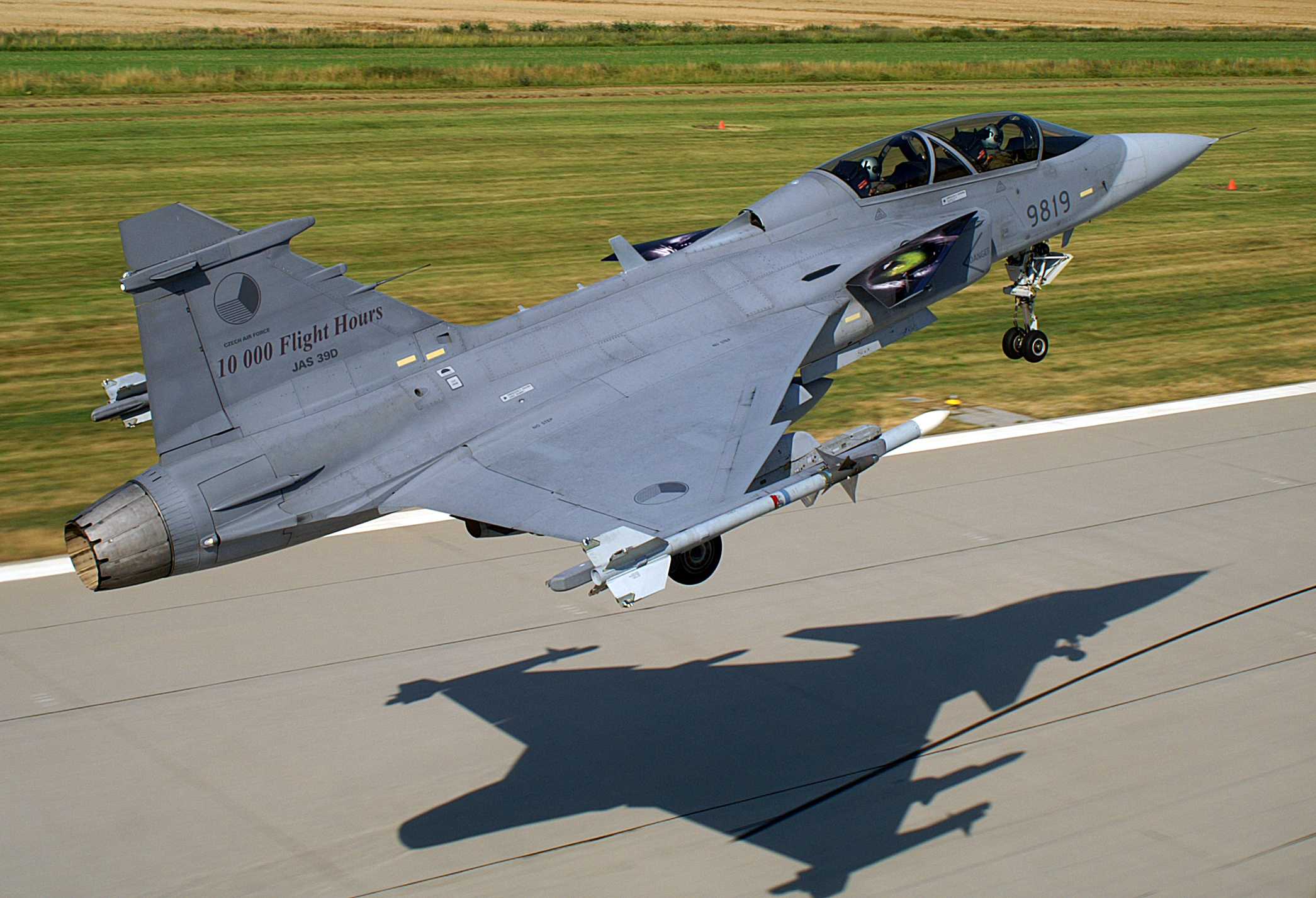
Imagen de un Saab JAS-39 Gripen de la fuerza aérea checa despegando.

Al operar material soviético cuando existió Checoslovaquia, tras su disolución se decide el repartir 1:1 los materiales del parque aéreo militar entre República Checa y Eslovaquia, cuyo grueso fueron cazas MiG-21, MiG-23ML y MiG-29 de primer y segunda generación, pero enormes sobrecostos operativos hacen reiterada la idea de reemplazar y reestructurar la operación de un ejército del aire, que fuera totalmente profesional y concorde a las necesidades del país. Tras casos de sobrecostos en partes para ciertas aeronaves, como el Mil Mi-8 (con rotores vendidos al 400% por encima de su precio original), se busca el potenciar a la industria local para que ayude a permitir conseguir localmente dichas partes, antes adquiridas de terceros que elevaban irrealmente sus precios, pero la misma estaba ocupada en el desarrollo y venta de cazas subsónicos para la nación y otros compradores. Por ello, deciden el intercambiar con Polonia 10 de los MiG-29 de su inventario, primero lo hacen por 3 PZL W-3A Sokół sin aumentar su cambio inicialmente, y posteriormente si lo hacen por otros helicópteros, del tipo Mi-8, adecuados ya para labores de rescate, lo cual se considera como uno de los acuerdos más perjudiciales y desventajosos signados por el gobierno checo.[cita requerida]
A manera temporal, los cazas MiG-21ML se mantuvieron operativos, hasta tanto hubiese llegado un caza de superioridad aérea acorde a lo estipulado por el alto mando aéreo checo, tras el retiro fortuito de los MiG-23 en 1994, sobre los que recaerían las labores de patrullaje aéreo y maniobras conjuntas con los miembros OTAN. Por su desempeño, los MiG-21 podían estar a la par de caza como el Mirage F1, el F-4 en ciertas maniobras, y solo en vuelo horizontal al F-16, dada su escasa maniobrabilidad a altas velocidades.[cita requerida]
Ya ante el imprevisto acuerdo de adhesión a la OTAN, el gobierno checo debía buscar en occidente una aeronave capaz de compatibilizarse con los sistemas de aeronavegación occidentales, por lo que la compra de un caza moderno se hizo prioridad. Se convocó a un concurso donde varias fábricas y naciones participaron con sus aviones, como Estados Unidos con los cazas F-15, F-16, Rusia con el MiG-29UM y el Su-27, Francia con el Dassault Rafale, y Suecia con el JAS 39 Gripen. El caza sueco resultó el ganador, pero tras las inundaciones del año 2002, los fondos fueron destinado para la ayuda de los damnificados de las inundaciones de ese momento.
Su estado actualmente es operativo, pero con limitaciones presupuestarias, dado el recorte que han tenido que afrontar tras decisiones del parlamente checo en cuanto a las prioridades nacionales, a lo que tampoco el ejército ha sido ajeno, se han hecho algunos esfuerzos para mantener un componente aéreo estable, moderno e independiente.

### Futuro
El acuerdo de arrendamiento con el que los JAS 39 Gripen suecos operan en Chequia vencerá en el año 2015. Se cree que tal vez dichas aeronaves sean devueltas a Suecia o compradas con fondo de programas de modernización. El gobierno checo espera el organizar un comando de cazabombarderos compuesto por 18 cazas supersónicos después del año 2015. El candidato mejor reputado es el JAS-39 Gripen, generalmente como la alternativa más efectiva y acorde con la infraestructura necesaria y existente, a la disponibilidad de personal entrenado, y a las previas experiencias operativas, consideradas satisfactorias. Empero, el trasfondo del contrato actualmente en uso –específicamente por los alegatos de corrupción en el arriendo de los aviones suecos– previene a los políticos de esta variante como una rápida solución, favoreciéndose a su vez la oferta por varios modelos de mejor acomodo, como los aviones F-16, F-18, F-15SE o se llega incluso a decir sobre una posible participación en el proyecto F-35A.
Inclusive, la opción por el desarrollo y producción de un caza y una fuerza de componentes subsónicos ha sido también discutida como una de las opciones, por los conceptos de verse entre naciones aliadas y el alto coste operativo de cazas supersónicos (casi todos los estados de la Comunidad Europea son miembros a su vez de la OTAN, excepto Austria). En este escenario, el caza L-159 subsónico se convertiría en la espina dorsal de su cuerpo aéreo. Pero según la última versión (2011) del Libro Blanco deja claramente establecido que una flotilla de cazas supersónicos debe ser continuada para la protección de la República Checa, así como para sostener su participación a un nivel similar con sus contrapartes de la OTAN en el sistema del Comando Integrado de Defensa Aérea. Por otra parte, un número de helicópteros de apoyo cercano Mi-24/35 será retirado (las unidades del Mil Mi-35 serán posteriormente vendidas al final de su vida operativa). Según se desprende del mismo reporte, se requerirían tan solo 18 cazas de tipo monoplaza y de 2 biplaza, los que según su consideración serían suficientes para el patrullaje de la integridad territorial de la República Checa, y que con 18 se podría dar el aporte necesario en las operaciones de los ejercicios de otras naciones de la OTAN. Un reporte preliminar de asignación presupuestal deja ver que se hizo el aparte para 18 aeronaves. El reporte del Libro Blanco deja entrever que la solución 12+2 necesita de elementos y requerimientos estratégicos para una fuerza de cazas supersónicos (noviembre de 2011). Otra opción que está siendo discutida en el Parlamento es la creación de una fuerza aérea entre comandos aéreos de formación conjunta entre materiales y pilotos checos, eslovacos e incluso húngaros, que se haga responsable por la protección del espacio aéreo común de estos países. Aunque sería una solución financieramente efectiva (argüida principalmente por los Socialdemócratas), su realización práctica sería muy compleja: Hungría cuenta con sus propios JAS-39, mientras que Eslovaquia ha recientemente actualizado su flotilla de MiG-29 con asistencia rusa.